# RPUSD1
RPUSD1 (англ. RNA pseudouridylate synthase domain containing 1) – білок, який кодується однойменним геном, розташованим у людей на 16-й хромосомі. Довжина поліпептидного ланцюга білка становить 312 амінокислот, а молекулярна маса — 34 756.
| 10         |  | 20         |  | 30         |  | 40         |  | 50         |
| ---------- |  | ---------- |  | ---------- |  | ---------- |  | ---------- |
| MEPGSVENLS |  | IVYRSRDFLV |  | VNKHWDVRID |  | SKAWRETLTL |  | QKQLRYRFPE |
| LADPDTCYGF |  | RFCHQLDFST |  | SGALCVALNK |  | AAAGSAYRCF |  | KERRVTKAYL |
| ALLRGHIQES |  | RVTISHAIGR |  | NSTEGRAHTM |  | CIEGSQGCEN |  | PKPSLTDLVV |
| LEHGLYAGDP |  | VSKVLLKPLT |  | GRTHQLRVHC |  | SALGHPVVGD |  | LTYGEVSGRE |
| DRPFRMMLHA |  | FYLRIPTDTE |  | CVEVCTPDPF |  | LPSLDACWSP |  | HTLLQSLDQL |
| VQALRATPDP |  | DPEDRGPRPG |  | SPSALLPGPG |  | RPPPPPTKPP |  | ETEAQRGPCL |
| QWLSEWTLEP |  | DS         |  |            |  |            |  |            |

A: Аланін

C: Цистеїн

D: Аспарагінова кислота

E: Глутамінова кислота

F: Фенілаланін

G: Гліцин

H: Гістидин

I: Ізолейцин

K: Лізин

L: Лейцин

M: Метіонін

N: Аспарагін

P: Пролін

Q: Глутамін

R: Аргінін

S: Серин

T: Треонін

V: Валін

W: Триптофан

Задіяний у такому біологічному процесі, як ацетилювання. 